# Attila Vári
Attila Vári (Budapest, 26 febbraio 1976) è un pallanuotista ungherese, vincitore di due medaglie d'oro ai giochi olimpici di Sydney 2000 e Atene 2004. Con il Vasas conquistò due Coppe delle Coppe, quattro Coppe d'Ungheria ed una Supercoppa ungherese; con l'Honved si è laureato per quattro volte campione d'Ungheria ed ha alzato al cielo la Coppa dei Campioni e la Supercoppa LEN. Dal 2018 al 2022 è stato il presidente della Federazione pallanuotistica ungherese.